# Ериче
Ериче (італ. Erice) — муніципалітет в Італії, у регіоні Сицилія, провінція Трапані.
Ериче розташоване на відстані близько 430 км на південь від Рима, 75 км на захід від Палермо, 3 км на північний схід від Трапані.
Населення — 28 356 осіб (2014).

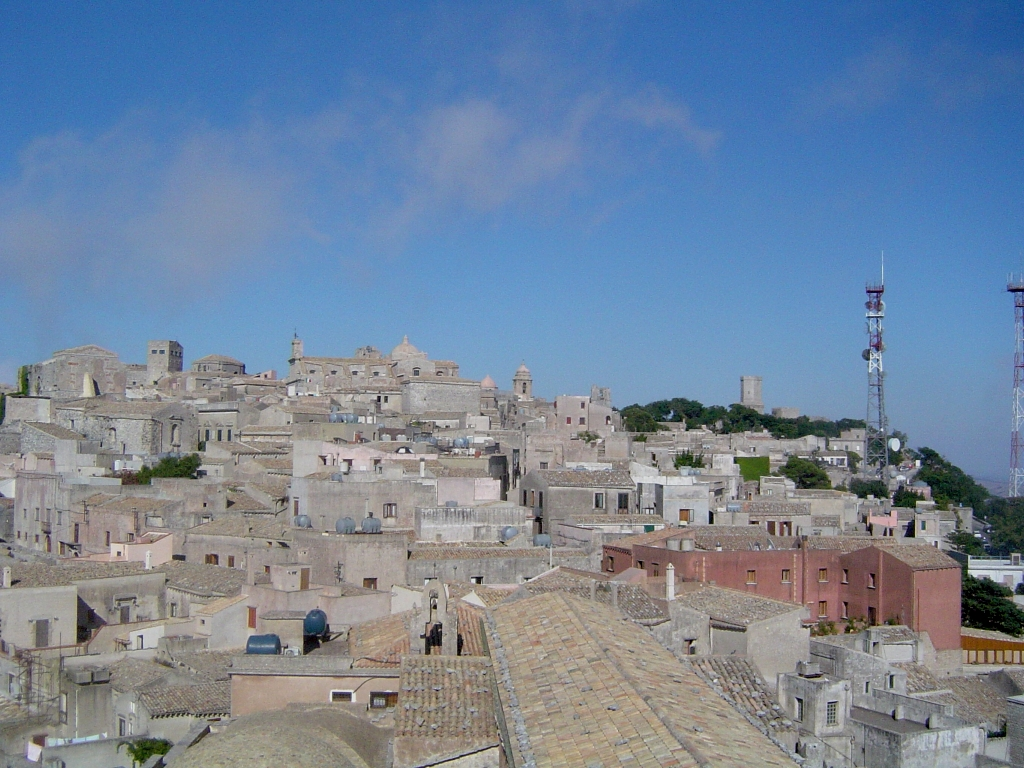

Щорічний фестиваль відбувається серпня. Покровитель — Maria SS. di Custonaci.

## Історія
За легендою, місто заснував Ерікс — син Венери, богині кохання та родючості, — на його честь місто й отримало свою назву. А Дедал — герой міфу, що тікав із Криту за допомогою крил, які сам винайшов, приземлився на вершині крутої гори та оточив Ерікс стінами. Легенда також говорить, що на шляху в Грецію в Еріксі зупинявся Геракл, син Зевса, відомий своєю великою силою й мужністю.
Пізніше назва міста транформувалась у Еріче. У місті відбувались важливі культові обряди давнього світу. Елімці, перші мешканці містечка, жили тут приблизно з XV по VIII ст. до н. е. Вони ввели культ плодючості, якого потім дотримувались чергові завойовники. Фінікійці вклонялись богині Астарті, греки приносили жертви Афродіті, римляни — Венері. В Еріче храм Венери вважався особливим місцем, — про це свідчить той факт, що протягом багатьох століть завойовники не тільки не руйнували його, але й прагнули збагатити храмову скарбничку. На жаль, святилище не збереглось, а на його місці стоїть замок Кастелло де Венере, який побудований у XII столітті.

## Демографія
Населення за роками:

Станом на 1 січня 2023 року в муніципалітеті офіційно проживало 429 іноземців з 52 країн, серед них 169 громадян країн Євросоюзу та 7 громадян України.

## Сусідні муніципалітети
- Бузето-Паліццоло
- Пачеко
- Трапані
- Вальдериче